# Frank Wiering
Frank Wiering (Hengelo (Overijssel), 1947) is een Nederlandse regisseur en producer.
Wiering maakte tijdens zijn loopbaan enkele honderden films, documentaires en tv-programma's, de meeste voor de VPRO. Bij deze omroep was hij van 2006 tot 2011 hoofdredacteur televisie.

## Werk (selectie)
- 1969-1971: Verslag op Dinsdag/Verslag op Woensdag (new journalism magazine van de KRO)
- 1971-1972: De trein stopt niet in Vilsteren (documentaire), Een eenvoudige doch voedzame maaltijd (film over Marten Toonder)
- 1972-1974: Het Gat van Nederland (tv-programma)
- 1974: In Kleur bij God Thuis (documentaire over kunstenaar Anton Heijboer)
- 1975: Zorgvliedt - Morgenrood en het Utopia (documentaire over de bouwstijl Amsterdamse School)
- 1976: Alberto Vargas (documentaire over pinup-schilder uit de Tweede Wereldoorlog)
- 1979: Andy, bloed en blond haar (speelfilm)
- 1980-1981:  Himalaya (buitenlandmagazine VPRO), Het Monster (reportage over Samuel Cohen, uitvinder van de neutronenbom)
- 1982: Donkere wolken boven het paradijs (serie, documentaires Ratten Jenny en Babylon Valt)
- 1983: De Vooruitgang (3-delige serie over alternatieve economie)
- 1984: De Nieuwe Mens (documentaire over vier volgelingen van Bhagwan, met cameraman Jochgem van Dijk)
- 1985: Jonge Helden (jongerenmagazine met Daan en Willem Ekkel, oprichting en eindredactie)
- 1985-1993: Diogenes (buitenlandmagazine van de VPRO, o.a. met cameraman Jochgem van Dijk)
- 1989: Een onrechtmatig bestaan (drama)
- 1993: Beeldstorm (vierluik over de komst van het internet en de sociale en politieke gevolgen)
- 1994: Medeoprichter van VPRO Digitaal
- 1997: Mc World (documentaire, gemaakt samen met Hans Otten)
- 1998-2002: DNW, Rooksignalen uit de Nieuwe Wereld (eindredactie samen met George Brugmans)
- 1999: De 'War on Drugs' (documentaire)
- 2002-2006: Tegenlicht (eindredactie)
- 2004: De meester en het echte leven (vervolg op De Nieuwe Mens)
- 2006-2011: hoofdredacteur VPRO Televisie, samen met Karen de Bok
- 2011-2014: eindredactie VPRO Tegenlicht, samen met Henneke Hagen
- 2014 Tegenlicht afl. De Noodzaak van een Utopie
- 2015 Tegenlicht afl. Vuil Goud, Het Einde van Bezit (over architect Thomas Rau)
- 2015 Ja, dat was Høken (documentaire over de popgroep Normaal)
- 2016 Registratie van het laatste optreden van Normaal
- 2016 Tegenlicht afl. Rendement van geluk[1]
- 2017 Het Succes van de Kringloopwinkel (5 afleveringen van 40 minuten)
- 2019 De Kracht van de Kringloopwinkel (5 afleveringen van 38 minuten)
- 2020 Virus Vergezichten (Tegenlicht over Liedewij Edelkoort en de maatschappelijke verandering die de pandemie kan veroorzaken)
- 2021 Piraten (documentaire over de cultuur van radiopiraten en de bijbehorende muziek. In productie)
- 2023 Barbara Stok - Hoe goed te leven (documentaire over stripmaker Barbara Stok)